# Liste der Mainzer Fastnachtskampagnen

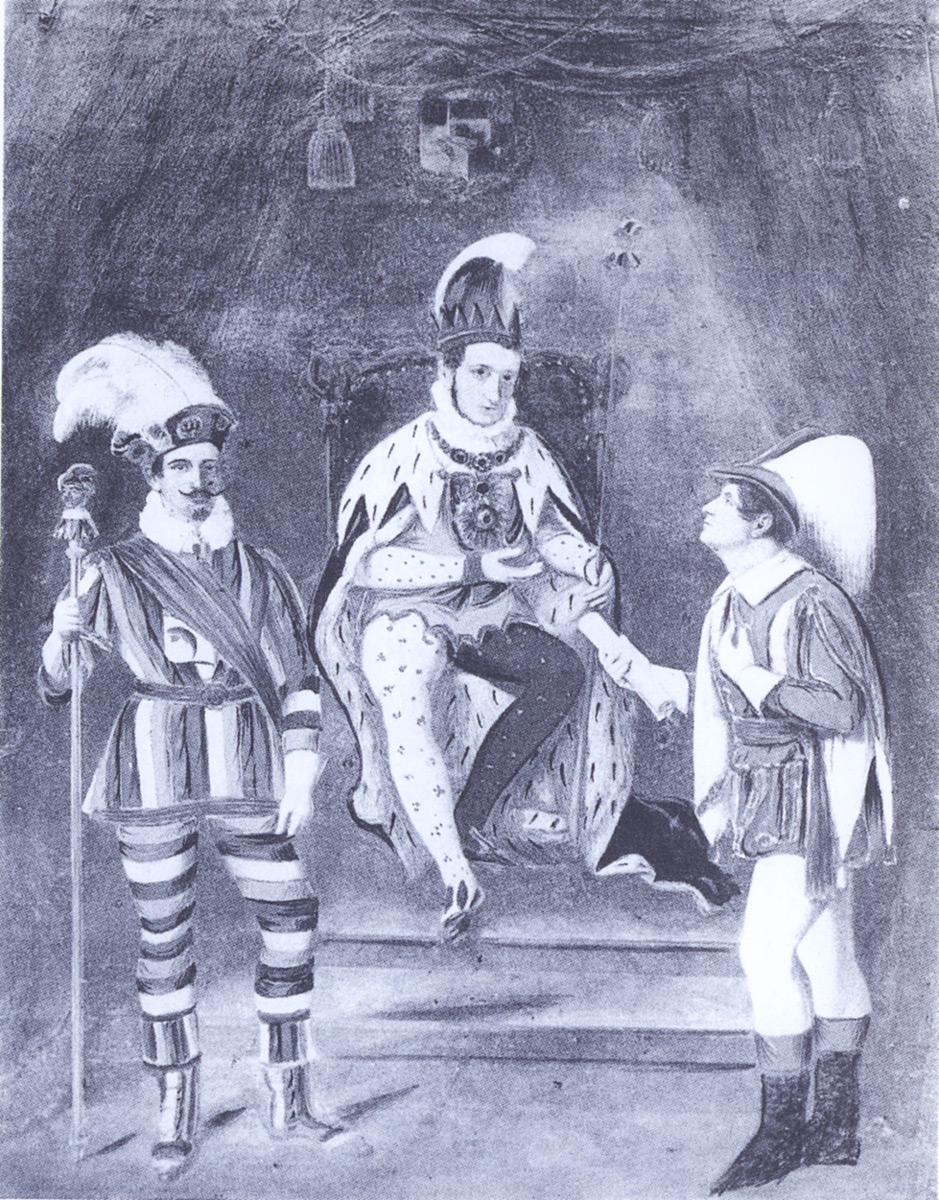
Prinz Carneval und Gefolge. MCV-Aktive (links Carl Michael, der Gründungspräsident) im Gründungsjahr 1838

Die Liste der Mainzer Fastnacht Kampagnen ist eine chronologische Auflistung seit dem ersten organisierten Fastnachtsumzug 1837. Die Liste enthält das entsprechende Jahr, die Anzahl des Zuges, das jeweilige Motto und eventuelle Besonderheiten.

## 1837 bis 1939: Die ersten 101 Jahre
| Jahr      | Gesamtzahl der Umzüge seit 1838 | Motto                                                                          | Besonderheiten |
| --------- | ------------------------------- | ------------------------------------------------------------------------------ | --- |
| 1837      | 0.                              | „Krähwinkeler Landsturm“                                                       | Erster organisierter Fastnachtszug am Rosenmontag in Mainz, Vorbild für die späteren Rosenmontagszüge.            |
| 1838      | 1.                              | „Installation des Helden Carneval“                                             | Gründung MCV und Mainzer Ranzengarde                                                                              |
| 1839      | 2.                              | „Brautschau des Prinzen“ und „Vermählung mit der Jungfrau Moguntia“            | — |
| 1840      | 3.                              | „Geburt des Prinzen Carneval“                                                  | — |
| 1841      | 4.                              | „Türken am Rhein“                                                              | — |
| 1842      | 5.                              | „Reichs- und Gerichtstag des Prinzen“                                          | — |
| 1843      | 6.                              | „Emanzipation der Frauen“                                                      | — |
| 1844      | 7.                              | verschiedene einzelne Zugthemen                                                | Errichtung eines „Baumes der Narren“ auf dem Markt                                                                |
| 1845      | 8.                              | „Prinz Carneval und Prinzessin Carnevalia“                                     | Beginn der politischen Überwachung des Zuges und der Saalfastnacht.                                               |
| 1846      | 9.                              | „Einzug des Fürsten Jokus“                                                     | Verbrennung eines Denkmals der Zensur auf dem Markt                                                               |
| 1847      | —                               | —                                                                              | Der MCV hat nicht genug Geld für einen Zug, spendet aber den Stadtarmen 1400 Gulden.                              |
| 1848      | —                               | —                                                                              | Kein Rosenmontagszug wegen der politischen Ereignisse der Deutschen Revolution 1848/1849.                         |
| 1849–1853 | —                               | —                                                                              | Kein Zug, MCV ist nicht aktiv.                                                                                    |
| 1854/1855 | —                               | —                                                                              | Kein Zug, Kappenfahrt des „Jüngeren Carneval-Verein“                                                              |
| 1856      | 10.                             | „Prinz Carneval beim Friedenskongress“                                         | Gründung und aktive Beteiligung der Mainzer Klepper-Garde                                                         |
| 1857      | 11.                             | „Reichstag des Prinzen“                                                        | Gründung der „Haubinger“ als dritte Mainzer Garde                                                                 |
| 1858      | —                               | —                                                                              | Kein Zug wegen der Pulverturmexplosion. Der MCV sammelt 220 Gulden für betroffene Bürger.                         |
| 1859      | 12.                             | „Prinz Carneval und der Kronprinz von China Ling-Hu-Heerdt“                    | — |
| 1860      | 13.                             | Rheinische Motive                                                              | — |
| 1861      | 14.                             | „Mainz als Kurstadt“                                                           | — |
| 1862      | 15.                             | „Närrische Weltausstellung in Mainz“                                           | — |
| 1863      | 16.                             | ?                                                                              | 25. Jubiläum des MCV, Ordensfest auf dem Markt                                                                    |
| 1864      | —                               | —                                                                              | Kein Zug aus politischen Gründen (drohender Deutsch-Dänischer Krieg)                                              |
| 1865      | 17.                             | „Kaiser Barbarossa“                                                            | Kaiser Barbarossa entsteigt dem auf dem Markt aufgebauten Kyffhäuser                                              |
| 1866      | —                               | —                                                                              | Kein Zug aus politischen Gründen, ersatzweise maskierte Kappenfahrt                                               |
| 1867      | —                               | —                                                                              | Kein Zug aus politischen Gründen (Deutscher Krieg)                                                                |
| 1868–1872 | —                               | —                                                                              | Kein Zug, MCV ist nicht aktiv.                                                                                    |
| 1873      | 18.                             | ?                                                                              | Zug mit Prinzenpaar und Hoftag auf dem Markt.                                                                     |
| 1874      | —                               | —                                                                              | Kein Zug, maskierte Kappenfahrt mit dem Schah von Persien und Gefolge.                                            |
| 1875      | —                               | —                                                                              | Kein Zug, nur Kappenfahrt.                                                                                        |
| 1876      | —                               | —                                                                              | Kein Zug, MCV ist nicht aktiv.                                                                                    |
| 1877      | —                               | —                                                                              | Kein Zug, MCV ist nicht aktiv. Nach Brand der Fruchthalle auch kein Domizil für die Saalfastnacht.                |
| 1878/1879 | —                               | —                                                                              | Kein Zug. |
| 1880–1883 | —                               | —                                                                              | Kein Zug, MCV ist nicht aktiv.                                                                                    |
| 1884      | 19.                             | ?                                                                              | Großer Festzug mit Prinzenpaar zur Einweihung der neuen Stadthalle.                                               |
| 1885      | 20.                             | „Große Hessische Weltausstellung“                                              | — |
| 1886      | 21.                             | verschiedene Themen                                                            | — |
| 1887      | —                               | —                                                                              | Kein Zug wegen der Reichstagswahl                                                                                 |
| 1888      | 22.                             | Mainzer Gewerke und Berühmtheiten                                              | Jubiläumszug (50 Jahre organisierte Mainzer Fastnacht)                                                            |
| 1889      | 23.                             | ?                                                                              | — |
| 1890      | 24.                             | ?                                                                              | Erstmal Benennung des Rosenmontags als roserothe Montag                                                           |
| 1891      | —                               | —                                                                              | Kein Zug, nur Kappenfahrt.                                                                                        |
| 1892      | —                               | —                                                                              | Kein Zug, nur Kappenfahrt am Rosenmontag.                                                                         |
| 1893      | 25.                             | „Närrische Weltausstellung“                                                    | Jubiläumszug am ritze-rothe Montag.                                                                               |
| 1894      | —                               | —                                                                              | Absage des Zuges wegen der erwarteten Kosten aufgrund des elften Deutschen Bundesschießens in Mainz im Stadtpark. |
| 1895/1896 | —                               | —                                                                              | Kein Zug, MCV ist nicht aktiv.                                                                                    |
| 1897      | 26.                             | ?                                                                              | „Mainzer Carnevals-Zug“ mit Prinzenpaar.                                                                          |
| 1898      | 27.                             | ?                                                                              | 60-jähriges Bestehen des MCV, Bürger spenden für den zuerst abgesagten Zug.                                       |
| 1899      | 28.                             | „Rückschau auf das 19. Jahrhundert“ oder „Allgemeine Abrüstung aller Nationen“ | Der Rosenmontagszug wird als „Rosen-Montag-Festzug“ bezeichnet.                                                   |
| 1900      | —                               | —                                                                              | Kein Zug aber Kappenfahrt am Rosenmontag.                                                                         |
| 1901      | —                               | —                                                                              | Kein Zug. |
| 1902      | 29.                             | ?                                                                              | — |
| 1903      | 30.                             | „Zug der Zeit“                                                                 | Verschiedene Satiren als Themen.                                                                                  |
| 1904      | 31.                             | „Fremdenverkehr am Rhein einst und jetzt“                                      | — |
| 1905/1906 | —                               | —                                                                              | Kein Zug, dafür maskierte Kappenfahrt.                                                                            |
| 1907      | —                               | —                                                                              | Kein Zug. |
| 1908      | 32.                             | „Die Vier Jahreszeiten“                                                        | — |
| 1909      | 33.                             | „Kreuzer Moguntia auf Weltfahrt“                                               | Der Kreuzer Moguntia ist die Mainz, die 1909 vom Stapel lief.                                                     |
| 1910      | 34.                             | „Fastnachtszug im Zeichen des Kometen“                                         | — |
| 1911      | 35.                             | „Die Welt im Schalksjahr 1911“                                                 | Bezeichnung als Fastnachtsmontagszug.                                                                             |
| 1912      | 36.                             | ?                                                                              | — |
| 1913      | 37.                             | ?                                                                              | Jubiläumszug zum 75-jährigen Bestehen des MCV.                                                                    |
| 1914      | 38.                             | ?                                                                              | — |
| 1915–1918 | —                               | —                                                                              | Kein Zug aufgrund des Ersten Weltkriegs.                                                                          |
| 1919–1923 | —                               | —                                                                              | Kein Zug aufgrund des Fastnachtsverbots der Alliierten Rheinlandbesetzung.                                        |
| 1924      | —                               | —                                                                              | Inflationsbedingt kein Zug.                                                                                       |
| 1925/1926 | —                               | —                                                                              | Kein Zug. |
| 1927      | 39.                             | ?                                                                              | Bezeichnung als „Fastnachts-Montags-Zug“. Zum ersten Mal nehmen auch die Schwellköpp am Umzug teil.               |
| 1928      | 40.                             | „Alles gratuliert“                                                             | Bezeichnung als „Fastnachts-Montags-Zug“.                                                                         |
| 1929      | 41.                             | „Närrische Olympiade“                                                          | Bezeichnung als „Fastnachts-Montags-Zug“.                                                                         |
| 1930      | 42.                             | „Die Welt im Narrenspiegel“                                                    | Bezeichnung als „Fastnachts-Montags-Zug“.                                                                         |
| 1931/1932 | —                               | —                                                                              | Kein Zug aufgrund der wirtschaftlichen Lage.                                                                      |
| 1933      | 43.                             | „Zug der Welt“                                                                 | Bezeichnung als „Großer Mainzer Fastnachtszug“.                                                                   |
| 1934      | 44.                             | „Mir könne wieder lache“                                                       | Bezeichnung als „Rosenmontagszug“.                                                                                |
| 1935      | 45.                             | „Alles unner änner Kapp!“                                                      | Das Zugmotto war eine Anspielung auf die Gleichschaltung jener Zeit                                               |
| 1936      | 46.                             | ?                                                                              | — |
| 1937      | 47.                             | ?                                                                              | — |
| 1938      | 48.                             | ?                                                                              | Jubiläumszug zum 100-jährigen Bestehen des MCV.                                                                   |
| 1939      | 49.                             | ?                                                                              | Bezeichnung als „Großer Fastnachts- und Rosenmontagszug“. (Eine Anspielung an das Großdeutsche Reich)             |

Während des Zweiten Weltkrieges (1939–1945) gab es keine Fastnachtsveranstaltungen.

## Seit 1946
Mainz wurde in den letzten Kriegsmonaten des Zweiten Weltkrieges durch Luftangriffe schwer getroffen. Die Stadt lag größtenteils in Trümmern und die Verantwortlichen des Mainzer Carneval-Vereines hatten auch ursprünglich nicht die Absicht im ersten Nachkriegsjahr eine fastnachtliche Veranstaltung durchzuführen. Jedoch auf Initiative des französischen Stadtkommandanten Louis Théodore Kleinmann organisierte der MCV die sogenannten Mainzer Abende.
| Jahr | Gesamtzahl der Umzüge seit 1838 | Umzug seit 1950 | Motto                                                                              | Zugplakette | Besonderheiten |  |
| ---- | ------------------------------- | --------------- | ---------------------------------------------------------------------------------- | --- | --- |  |
| 1946 | —                               | —               | Lache unter Tränen                                                                 | — | „Mainzer Abende“ des MCV, auf Initiative des französischen Stadtkommandanten Louis Théodore Kleinmann |  |
| 1946 | —                               | —               | Saure Wochen – Frohe Feste                                                         | — | Sitzungen von MCV und MCC unter Beteiligung der französischen Militärregierung und Oberbürgermeister Emil Kraus |  |
| 1947 | —                               | —               | —                                                                                  | — | MCV und MCC führen die erste Nachkriegskampagne im Brauhaus „Zum Rad“ durch. Die sogenannten „Muckefucknachmittage“, Sitzungen für Kriegsbeschädigte und Evakuierte. |  |
| 1948 | —                               | —               | —                                                                                  | — | … |  |
| 1949 | —                               | —               | —                                                                                  | — | … |  |
| 1950 | 50.                             | 1.              | Lachen spende, Trübsal wende                                                       | Bajazz | … |  |
| 1951 | 51.                             | 2.              | Mainz bleibt Mainz                                                                 | … | unter Bezugnahme auf Rabbi Jakob ben Moses haLevi Molin, der bestimmte: Mainz muss Mainz bleiben. |  |
| 1952 | 52                              | 3.              | Mainz funkt Humor                                                                  | … | anlässlich der Einweihung des Rheinsenders bei Wolfsheim |  |
| 1953 | 53                              | 4.              | Die Welt im Narrenspiegel                                                          | … | … |  |
| 1954 | 54.                             | 5.              | Mainz im närrischen Horoskop                                                       | Schwellkopp (Pulverdutt?) mit spitzem Hut und Luftballons | |  |
| 1955 | 55.                             | 6.              | Mainzer Konfetti im Prinzenjahr 1955                                               | Fastnachtsprinz auf Mainzer Rad | 1. Prinz: Alexander I., keine Prinzessin (5×11 Jahre im 20. Jahrhundert) |  |
| 1956 | 56.                             | 7.              | Komm’, guck’ un horch!                                                             | Narr mit Blumentopfmütze | |  |
| 1957 | 57.                             | 8.              | Kimmste aach?                                                                      | … | |  |
| 1958 | 58.                             | 9.              | Herz, Humor, helau!                                                                | … | |  |
| 1959 | 59.                             | 10.             | Auf nach Mainz zum Prinzenpaar im 11 × 11. Jubeljahr!                              | … | 2. (1.) Prinzenpaar: Hans I. und Evmarie I. (11×11 Jahre MCV) |  |
| 1960 | 60.                             | 11.             | Warum denn uff de Mond enuff? Komm’ doch nach Määnz!                               | Clown mit spitzem Hut | |  |
| 1961 | 61.                             | 12.             | Sowas – des gibt‘s nor in Määnz.                                                   | … | |  |
| 1962 | 62.                             | 13.             | Sehnse, des is määnzerisch!                                                        | … | 3. Prinzenpaar: Carlo I. und Lilein I. (2000 Jahre Mainz) |  |
| 1963 | 63.                             | 14.             | Mainz jubiliert weiter!                                                            | … | 4. Prinzenpaar: Karl I. und Heidrun I. (125 Jahre MCV) |  |
| 1964 | 64.                             | 15.             | Määnzer Fassenacht wie gehabt.                                                     | Nadel: Narr stuetzt sich auf Mainzer Rad | |  |
| 1965 | 65.                             | 16.             | Humba, humba, täterää.                                                             | … | |  |
| 1966 | 66.                             | 17.             | Spaß an der Freid, wie jedes Jahr, un wieder mol e Prinzepaar!                     | … | 5. Prinzenpaar: Karl-Heinz I. und Andrea I. (6×11 Jahre im 20. Jahrhundert) |  |
| 1967 | 67.                             | 18.             | Das Mainzer Rad bleibt niemals stehn, solang es Mainzer Narren drehn.              | … | |  |
| 1968 | 68.                             | 19.             | Babbel nit, komm mach mit                                                          | ? | |  |
| 1969 | 69.                             | 20.             | Prinzenpaar und Jubelschall, erstmals in de Rheingoldhall’!                        | … | 6. Prinzenpaar: Klaus I. und Gisa I. (Eröffnung Rheingoldhalle) |  |
| 1970 | 70.                             | 21.             | Määnz bleibt Määnz, wie’s singt un lacht, des is Määnzer Fassenacht!               | Till | |  |
| 1971 | 71.                             | 22.             | Tradition und neuer Schwung, Määnzer Fastnacht allzeit jung!                       | Prinzengarde Trommler / Mainzer Ranzengarde Pfeifer | |  |
| 1972 | 72.                             | 23.             | Mainz besuchen, Freude buchen.                                                     | Mainzer Kleppergarde Klepperbub / Garde der Prinzessin Gardist mit Gewehr | |  |
| 1973 | 73.                             | 24.             | Nit zu wenig, nit zu viel … Fassenacht im Määnzer Stil!                            | … | |  |
| 1974 | 74.                             | 25.             | Mainz und Fassenacht ein Begriff, komm’ fahr mit im Narrenschiff!                  | … | 7. Prinzenpaar: Rolf I. und Marion I. (Einweihung Rathaus) |  |
| 1975 | 75.                             | 26.             | Fassenacht in Mainz erleben, heißt dem Alltag Freude geben!                        | Mainzer Hofsänger (zum 50-jährigen im Folgejahr) / Jokusgarde Fanfaren Bläser | |  |
| 1976 | 76.                             | 27.             | Komm’ ins goldne Mainz und lache, Fassenacht ist Herzenssache!                     | Plastikrelief: Rolf Braun, Franz Wilk, Jakob Wucher | |  |
| 1977 | 77.                             | 28.             | Määnzer Fastnacht, ein Erlebnis.                                                   | Spuckes / Schmuckes | |  |
| 1978 | 78.                             | 29.             | Wißt ihr was? Määnzer Fassenacht macht Spaß.                                       | … | |  |
| 1979 | 79.                             | 30.             | Gestern un heit, Spaß an de Freid.                                                 | Mainzer Hofsänger Harlekin | |  |
| 1980 | 80.                             | 31.             | Frohsinn mit Humor gepaart – des is’ Määnzer Lebensart!                            | … | |  |
| 1981 | 81.                             | 32.             | Suchste Spaß, dann gibt’s nur ääns: Fassenacht bei uns in Määnz.                   | Kleppergarde Kleppermädchen | |  |
| 1982 | 82.                             | 33.             | Von Mainzern umgeben, Fastnacht erleben!                                           | Hechtsheimer Dragoner | |  |
| 1983 | 83.                             | 34.             | Das Mainzer Rad auf Narrenfahrt!                                                   | Die Bauern Tubabläser | |  |
| 1984 | 84.                             | 35.             | Es kommt viel auf uns zu… Lachen wir’s an!                                         | … | |  |
| 1985 | 85.                             | 36.             | Mainz macht Spaß – Wetten, daß…?                                                   | … | |  |
| 1986 | 86.                             | 37.             | Werd’ eins mit Mainz!                                                              | … | |  |
| 1987 | 87.                             | 38.             | Vergess’ emal de ganze Kitt, setz’ die Kapp uff und mach mit!                      | Ranzengarde Gardist mit Gewehr | |  |
| 1988 | 88.                             | 39.             | MCV und Prinzenpaar, laden ein zum Jubeljahr.                                      | Fahnenträger | 8. Prinzenpaar: Clemens I. und Dorothee I. (150 Jahre MCV) Ein Kind wird von einem Motivwagen überrollt und tödlich verletzt. Das ZDF fährt mit einem eigenen Wagen mit auf dem Thomas Gottschalk eine Wette aus der Sendung Wetten, dass..? einlöst. |  |
| 1989 | 89.                             | 40.             | Korz, aber määnzerisch                                                             | Till auf der Bütt / Jokusgarde Kastel Paukenschläger | |  |
| 1990 | 90.                             | 41.             | Mainzer Fastnacht immer bleibt, auch wenn man bald „2000“ schreibt.                | Clown | |  |
| 1991 | —                               | —               | Wer sich selbst zum Narren macht, feiert echte Fassenacht.                         | Mainzer Rote Husaren Gardist | Rosenmontagszug fällt wegen des Golfkrieges aus |  |
| 1992 | 91.                             | 42.             | Wer sich selbst zum Narren macht, feiert echte Fassenacht.                         | Schwellkopp: Dutt | gleiches Motto wie im Vorjahr wegen des Golfkrieges |  |
| 1993 | 92.                             | 43.             | Was lacht und weint, der Narr vereint.                                             | Eiskalte Brüder Gardist mit Hellebarde | |  |
| 1994 | 93.                             | 44.             | Lach’ Dich frei, mit Narretei!                                                     | Ballettmädchen mit Ballon | |  |
| 1995 | 94.                             | 45.             | In Määnz regiert e Prinzepaar zum Prinzegarde-Jubeljahr!                           | Tambourmajor | 9. Prinzenpaar: Stefan I. und Inez I. (111 Jahre Mainzer Prinzengarde) |  |
| 1996 | 95.                             | 46.             | Kommt im bunten Narrenkleid nach Mainz zur fünften Jahreszeit!                     | Weck Worscht und Woimänner | |  |
| 1997 | 96.                             | 47.             | Fassenacht im gold’nen Mainz, für alle links und rechts des Rheins!                | Steckenpferd | Jubiläum Garde der Prinzessin |  |
| 1998 | 97.                             | 48.             | Aus dem Narrenspiegel lacht, das Herz von Mainz, die Fassenacht!                   | Trommler Burggrafengarde | |  |
| 1999 | 98.                             | 47.             | Helau in alle Welt, lachen kost’ kein Geld.                                        | Till in de Bütt | |  |
| 2000 | 99.                             | 50.             | 2000 tanzt die Narrenschar um Gutenberg und Prinzenpaar                            | Gutenbergdenkmal | 10. Prinzenpaar: Matthias I. und Christine I. (Jahr 2000 und Gutenbergjubiläum) |  |
| 2001 | 100.                            | 51.             | Schon 100 tolle Narrenjahre ertönt in Mainz die Zugfanfare                         | Hofsänger | 75 Jahre Mainzer Hofsänger |  |
| 2002 | 101.                            | 52.             | Dank Euro wird die Fastnachtsfeier aach in Määnz nur halb so deier                 | Drei goldische Määnzer Mädcher | |  |
| 2003 | 102.                            | 53.             | Tradition und neuer Schwung – Määnzer Fassenacht, die hält jung                    | Schwellkopp „De Butze“ | |  |
| 2004 | 103.                            | 54.             | Das Mainzer Lebenselixier heißt Lachen auch in 2004                                | Schwellkopp „De Schnorres“ | |  |
| 2005 | 104.                            | 55.             | Nullfünfer un die Fassenacht, sin wie de Dom fer Meenz gemacht                     | Spieler des Fußballvereins Mainz 05 | |  |
| 2006 | 105.                            | 56.             | Die Welt sei Gast – wir laden ein, zur Fassenacht in Mainz am Rhein!               | Zugent(d)e | |  |
| 2007 | 106.                            | 57.             | Fassenacht in Mainz am Rhein, Lebenslust bei Groß und Klein                        | Schwellkopp: Knollenas mit der blinkend Fliech | |  |
| 2008 | 107.                            | 58.             | Fassenacht im Sauseschritt, Kommt nach Mainz, macht alle mit                       | Schwellkopp: Rickes | |  |
| 2009 | 108.                            | 59.             | Mainzer Fastnacht – Freude pur                                                     | Schwellkopp Schnutedunker und der „Wirbel Willy“ | 125 Jahre Mainzer Prinzengarde |  |
| 2010 | 109.                            | 60.             | Bei uns in Meenz gilt die Devise: Die Fassenacht kennt keine Krise                 | 60 in Form eines Mainzer Rad-Fahrrades (Bajazz auf Zweirad in Form einer 60 (60 Jahre Zugplakettchen) mit Fastnachtsfahne und Kampagnenmotto) | … |  |
| 2011 | 110.                            | 61.             | Egal was kommt, egal was ist, der Mainzer bleibt stets Optimist                    | Schwellkopp „Goldig Krott“ | 125. Jubiläum der Garde der Prinzessin |  |
| 2012 | 111.                            | 62.             | Dem Zeitgeist närrisch auf der Spur – mit Mainzer Fassenachtskultur.               | Schwellkopp Lackaff | 11. Prinzenpaar: Johannes I. und Anna I. (175-jähriges Bestehen der ältesten Mainzer Garde: Mainzer Ranzengarde) |  |
| 2013 | 112.                            | 63.             | Der Rettungsschirm für groß und klein, is Fassenacht in Mainz am Rhein.            | Bajazz mit der Laterne | 12. Prinzenpaar: Aline Leber und Richard Wagner jun. (175-jähriges Bestehen des ältesten Mainzer Carneval-Vereins) |  |
| 2014 | 113.                            | 64.             | Fußball oder Fassenacht, Humba ist für Meenz gemacht                               | Clown (drei Farbversionen) | 13. Prinzenpaar: 2014: Udo I. und Anja I. (Prinzenpaar der Jocus Garde Mainz-Kastel aus Anlass des 125-jährigen Bestehens der Garde - Nicht vom Mainzer Carneval-Verein inthronisiert) |  |
| 2015 | 114.                            | 65.             | Hier bin ich Narr, hier darf ich's sein – an Fassenacht in Mainz am Rhein          | Es Lisbetche (drei Farbversionen) | |  |
| 2016 | 115.                            | 66.             | Ein echter Narr ist ohne Sprüch rhoihessisch, herzlich, määnzerisch.               | | |  |
| 2017 | 116.                            | 67.             | De Dom gehört zu Meenz am Rhoi, wie Fassenacht, Weck, Worscht und Woi              | | |  |
| 2018 | 117.                            | 68.             | So wie der Mond die Nacht erhellt, strahlt Mainzer Fastnacht in die Welt.          | Halbmond mit Narrenkappe (Zwei Varianten) | |  |
| 2019 | 118.                            | 69.             | Der Gardisten bunte Pracht erfreut ganz Meenz an Fassenacht.                       | Mainzer Gardisten.(Drei Varianten) | |  |
| 2020 | 119.                            | 70.             | Humor ist Mainzer Lebensart – Mit Herz und Toleranz gepaart!                       | Das Meenzer Herz mit Gardistin, Komiteeter & Bajazz | 14. Prinzenpaar: Heinrich II. (Diefenbach) und Jacqueline I. (Seuthe) - 11x11-jähriges bestehen des Mainzer Carneval Club (MCC) |  |
| 2021 | –                               | –               | Trotz Corona segelt heiter - das Narrenschiff voll Hoffnung weiter!                | In klassischer Plakettenform sind zu sehen neben der Symbolfigur des MCV, dem Bajazz mit seiner Laterne, zwei wackere Streiter der Kleppergarde und der Haubinger, die stellvertretend für alle Närrinnen und Narrhalesen, dafür sorgen, dass das Narrenschiff niemals untergehen wird, solange es Narren gibt, die es am Laufen halten. | Aufgrund der Corona-Pandemie wird es keinen Umzug und Veranstaltungen geben. Mit dem Verkaufserlös will man einen karitativen Zweck unterstützen. |  |
| 2022 | –                               | –               | Des Fastnachtsbrunnens bunte Pracht strahlt wie ganz Mainz, wenn's singt und lacht | Roter Apfel mit Wespe und Bajazz | Die Kampagne 2022 ehrt eigentlich den Mainzer Fastnachtsbrunnen; das Wahrzeichen für die Mainzer Narretei auf dem Schillerplatz feiert 2022 sein 55-jähriges Jubiläum. Der Fastnachtsbrunnen als Ganzes wäre jedoch für das Zugplakettche zu aufwändig gewesen, und eine einzelne Figur hätte laut MCV-Präsident Reinhard Urban vielleicht nicht so den Wiedererkennungswert gehabt. |  |
| 2023 | 120.                            | 71.             | In Mainz steht Fastnacht voll und ganz für Frieden, Freiheit, Toleranz.            | Kevin und Annabell (Fünf Varianten) | Um den närrischen Nachwuchs ins Zentrum der Straßenfastnacht zu stellen, stehen die Kinderschwellköpp des Schwell-Kopp-Träscher-Clubs (SKTC) für die Zuchplakettcher Pate. |  |
| 2024 | 121.                            | 72.             | Zur Fassenacht lädt Mainz am Rhein die ganze Welt zum Schoppe ein                  | Schoppestecher | |  |
| 2025 | 122.                            | 73.             | In Meenz zu feiern, des ist nett, but don't forget se Zugplakett                   | Plakettenverkäufer (Modelle: rot/gelb, blau/rot, gelb/blau, blau/gelb, rot/blau jeweils mit weißer Kappe und Bauchlade) | |  |